# U ratnikovoj sobi
U ratnikovoj sobi je strip epizoda Dilana Doga objavljena premijerno u Srbiji u svesci #214. u izdanju Veselog četvrtka. Na kioscima se pojavila 4. jula 2024. Koštala je 450 dinara (3,8 €; 4,1 $). Imala je 94 strane.

## Originalna epizoda
Originalna epizoda pod nazivom Nella stanza del guerriero objavljena je premijerno u #423. regularne edicije Dilana Doga u Italiji u izdanju Bonelija. Izašla je 30.11.2021. Koštala je 4,9 €. Scenario je napiso Karlo Ambrozini, a nacrtao Gabriele Ornigoti. Naslovnu stranu su nacrtali Đ. i R. Čestaro.

## Bomova teorija o poretku
U epizodi se pominje Dejvid Bom (1917-1992), teorijski fizičar poznat po svom radu u kvantnoj mehanici i filozofiji fizike. Njegova teorija o eksplicitnom (manifestnom) i implicitnom (skrivenom) poretku je deo njegove šire interpretacije kvantne teorije i prirode stvarnosti. Najvažnija knjiga koja se bavi teorijom o eksplicitnom i implicitnom poretku je Wholeness and the Implicate Order, objavljena 1980. godine. Eksplicitni poredak je poredak koji je direktno vidljiv i očigledan. To su fizičke pojave koje možemo posmatrati i meriti, kao što su objekti u prostoru i vremenu. Implicitni poredak je dublji, skriveni poredak koji leži iza onoga što je direktno vidljivo. Prema Bomu, implicitni poredak je fundamentalan, dok je eksplicitni poredak samo projekcija ili manifestacija implicitnog poretka. Implicitni poredak sadrži sve informacije i strukture koje se kasnije ispoljavaju kao eksplicitni poredak. Bom je verovao da je stvarnost mnogo dublja i složenija nego što se čini na prvi pogled, i da su oba poretka međusobno povezana. Prema njegovom mišljenju, kvantne pojave se mogu bolje razumeti ako se uzme u obzir ovaj skriveni poredak.

## Bitka na Raudinskom polju
U epizodi se pominje Bitka kod Raudina (današnja Italija), koja se odigrala 101. godine pre Hrista. Ona predstavlja ključni sukob između Rimske Republike, predvođene konzulom Gajem Marijem, i germanskih plemena (Kimbri i Tevtonci). Germani su došli iz severne Evrope, uzrokujući nestabilnost na rimskim granicama a potom i u samom Rimskom cartvu kada su 113. god. pre Hrista ušli na teritoriju Carstva. Ova pobeda obezbedila je dominaciju Rima nad severnim granicama i stabilnost u regionu, dok je Marije postao slavan i reformisao rimsku vojsku. Bitka kod Raudina označila je kraj Kimbriojskih ratova pretnje od germanskih migracija za Rimsku Republiku.

## Prethodna i naredna sveska
Prethodna sveska regularne edicije nosila je naslov Plavi trenutak (#213), a naredna Kendiveb (#215).